# Mironieg
Mironieg – staropolskie imię męskie, złożone z członów Miro- (prasłowiańskie mirъ „pokój”, porównaj mir, mier „pokój, bezpieczeństwo, przyjaźń”) i -nieg (prasłowiańskie něga „rozkosz”). Możliwe również, że nazwa pochodzi od Mironek. 